# Drosophila spinula
Drosophila spinula är en tvåvingeart som beskrevs av Toyohi Okada och Carson 1982. Drosophila spinula ingår i släktet Drosophila och familjen daggflugor.
Artens utbredningsområde är Nya Guinea.